# Parmotrema wrightii
Parmotrema wrightii är en lavart som beskrevs av L. I. Ferraro & Elix. Parmotrema wrightii ingår i släktet Parmotrema och familjen Parmeliaceae.   Inga underarter finns listade i Catalogue of Life.